# L'anno del contagio
L'anno del contagio (Doomsday Book) è un romanzo di fantascienza di ambientazione storica della scrittrice statunitense Connie Willis pubblicato nel 1992.

## Storia editoriale
Pubblicato nel 1992 dalla casa editrice Bantam Spectra, nel 1993 ha vinto il premio Premio Hugo per il miglior romanzo (ex aequo con Universo incostante di Vernor Vinge), il Premio Nebula per il miglior romanzo e il Premio Locus per il miglior romanzo di fantascienza.
Il romanzo fa parte della serie Oxford Time Travel, assieme a Guardia antincendi (Fire watch), To Say Nothing of the Dog (inedito in Italia) e Black Out/All Clear.
È stato tradotto in italiano da Annarita Guarnieri per Editrice Nord nel 1994.

## Trama
In un futuro non troppo lontano (la storia è ambientata nel periodo natalizio dell'anno 2054) viene inventato il viaggio nel tempo, utilizzato dagli accademici per studiare le epoche passate. La protagonista, Kivrin Engle, è una studentessa di storia del Brasenose College di Oxford, il cui sogno è viaggiare nel Medioevo. La storia inizia proprio con la partenza di Kivrin verso l'Inghilterra del 1320, che non raggiungerà mai per un errore di calcolo: si ritroverà invece nel 1348, nel pieno dell'epidemia di peste nota come la Morte nera.
La storia si svolge quindi su due piani paralleli: nel tempo futuro si scatena una epidemia di influenza estremamente virulenta che colpisce proprio il personale del College e che finisce con l'imporre la necessità della quarantena ad Oxford, rendendo impossibile riattivare la macchina per il viaggio nel tempo; nel passato una Kivrin febbricitante per la stessa influenza viene accolta da una famiglia benestante del villaggio di Skendgate nell'Oxfordshire, non distante dal sito degli scavi che ha visitato e studiato nel suo tempo.
Kivrin riesce, dopo una lunga convalescenza, a guarire dell'influenza, ma perde l'appuntamento per il ritorno al suo tempo: vivrà non solo la paura dell'abbandono, ma sarà costretta ad assistere impotente (ed immune in quanto vaccinata) allo sterminio che la Morte Nera porterà fra tutte le persone del villaggio di Skendgate, per alcune delle quali prova ormai un grande affetto. Kivrin sarà spettatrice della morte della dodicenne Rosemund e di sua sorella di cinque anni Agnes, di quella delle donne di casa ed infine di padre Roche, il prete del villaggio. Sarà Kivrin ad aiutarlo nelle ultime ore, ormai unica sopravvissuta in un paese sterminato; il prete le confesserà durante il delirio di averla vista apparire dal cielo e di crederla una santa venuta in loro soccorso.
Nel futuro la quarantena ha costretto insieme le persone più varie: Dunworthy, il tutor di Kivrin, preoccupato per lei e persona di buon senso; il vicepreside di Storia Gilchrist, incompetente ed autoritario; la dottoressa Ahrens ed il suo pronipote dodicenne Colin; l'archeologa Montoya; perfino un gruppo di suonatori di campane in tournée dagli Stati Uniti. Attorno a loro una pletora di personaggi, a volte drammatici ma più spesso comici nelle loro idiosincrasie, combattono contro l'epidemia e le difficoltà della quarantena e della convivenza.
Il romanzo termina con la scoperta che il misterioso virus proviene dal passato, ossia dagli scavi della dottoressa Montoya, e con il successo della missione di salvataggio nel Medioevo, che riporta una Kivrin ferita nel corpo e nello spirito, ma viva.

## Temi
- Il romanzo affronta il tema classico dei paradossi del viaggio nel tempo con un approccio nuovo al tempo immutabile: la storia non consente alterazioni e la macchina del tempo non può funzionare nei casi in cui il suo uso condurrebbe ad un paradosso. Per escludere i paradossi, talvolta nell'uso della macchina si verificano gli "slittamenti", ovvero piccoli spostamenti del tempo di destinazione che risolvono il paradosso. L'errore che porta Kivrin nel 1348 invece che nel 1320 non è dovuto a uno slittamento temporale, ma ad un errore di inserimento delle coordinate, dato che il tecnico ai controlli era già contagiato dall'influenza il giorno della transizione.
- Nell'anno del contagio il tema dei viaggio nel tempo vede come protagonisti, invece che fisici o militari, gli studiosi di storia ed archeologia; lo stesso tema svolto più tardi da Michael Crichton in Timeline.
- Il problema delle differenze fra la lingua del Medioevo e quella odierna è ben presente, e viene risolto mediante un traduttore, che è un intensificatore chimico di sintassi e di memoria; dato che la reale pronuncia non è a noi nota, il traduttore non funziona fino a che Kivrin non accumula sufficiente esperienza di lingua parlata da integrare le proprie conoscenze.

## Edizioni
- Connie Willis, Doomsday Book, Bantam Books, 1992, ISBN 0-553-08131-4.
- Connie Willis, L'anno del contagio, traduzione di Annarita Guarnieri, collana Cosmo Oro n° 139, Editrice Nord, 1994,  p. 573, ISBN 88-429-0772-3.
- Connie Willis, L'anno del contagio, traduzione di Annarita Guarnieri, Fanucci Editore, 30 luglio 2020,  p. 660, ISBN 978-8834740781.